# Auxis
Auxis ist eine artenarme Fischgattung in der Familie der Makrelen und Thunfische (Scombridae). Sie ist mit der Gattung der Thunfische (Thunnus) nah verwandt und kommt weltweit in tropischen und subtropischen Meeren vor, auch im Mittelmeer und im Schwarzen Meer.

## Merkmale
Die Auxis-Arten werden 50 bis 65 cm lang und haben einen kräftigen, spindelförmigen Körper mit zugespitztem Kopf und endständigem Maul. Die Zähne sind klein, konisch und stehen in jedem Kiefer in einer Reihe. Bis auf ein schuppiges Korsett auf dem Vorderkörper sind die Fische unbeschuppt. Die beiden Rückenflossen sind durch eine breite Lücke getrennt, die ebenso lang ist wie die Basis der ersten Rückenflosse. Diese wird von 10 bis 12 Flossenstacheln gestützt. Zwischen der zweiten Rückenflosse und der Schwanzflosse stehen 8 Flössel, zwischen Afterflosse und Schwanzflosse 7 Flössel. Die Brustflossen sind kurz. Auf jeder Seite des Schwanzstiels findet sich ein kräftiger, knöchernen Seitenkiel, gefolgt von zwei kleineren Kielen. Eine Schwimmblase fehlt. Die Zahl der Wirbel liegt bei 39.
Auxis-Arten haben einen dunklen, schwarzblauen Rücken, die Kopfoberseite ist tief purpur oder fast schwarz. Der Bauch ist weißlich und ohne Streifen oder Punkte. Brust- und Bauchflossen sind außen purpur, innen schwarz.

## Lebensweise
Auxis sind echte echte Schwarmfische und leben epipelagisch im offenen Ozean. Ihre Nahrung wird weitgehend durch die Größe ihrer Kiemenrechen bestimmt und besteht aus kleinen Fischen, Kalmare und pelagische Krebstiere. Auxis-Arten selber werden von großen Thunfischen, Schwertfischartigen, Barrakudas und Haien gejagt. Sie vermehren sich in vielen Teilen ihres Verbreitungsgebietes wahrscheinlich das ganze Jahr über, in anderen nur zu bestimmten Jahreszeiten. Ein Weibchen kann in einem Laichakt bis zu eine Million Eier abgeben.

## Arten
Es gibt vier Arten:
- Auxis brachydorax Collette & Aadland, 1996
- Auxis eudorax Collette & Aadland, 1996
- Auxis rochei (Risso, 1810)

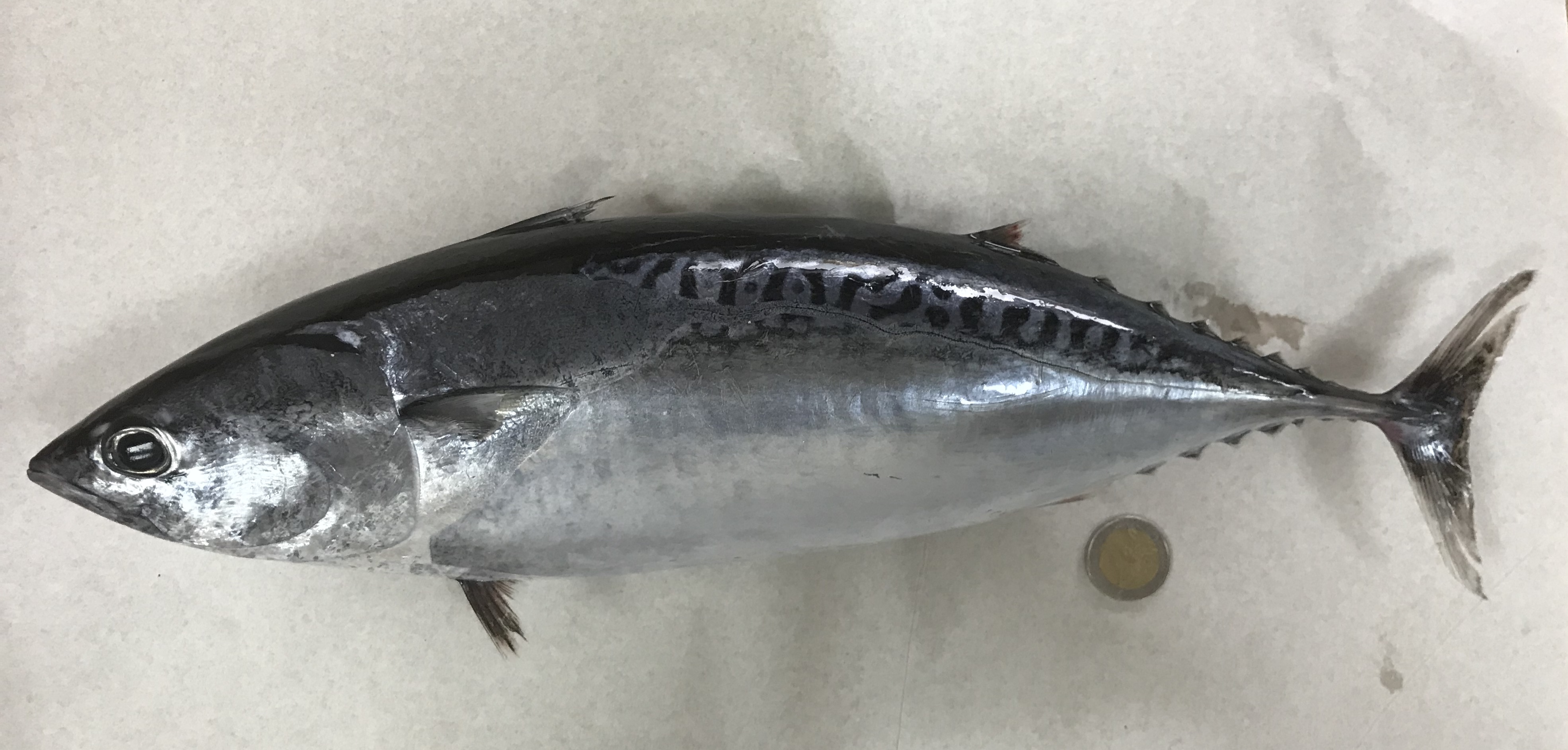
Auxis rochei

- Unechter Bonito (Auxis thazard Lacepède, 1800)

## Fischerei
Wie alle Thunfischverwandten werden Auxis-Arten kommerziell befischt.